# Africká kuchyně

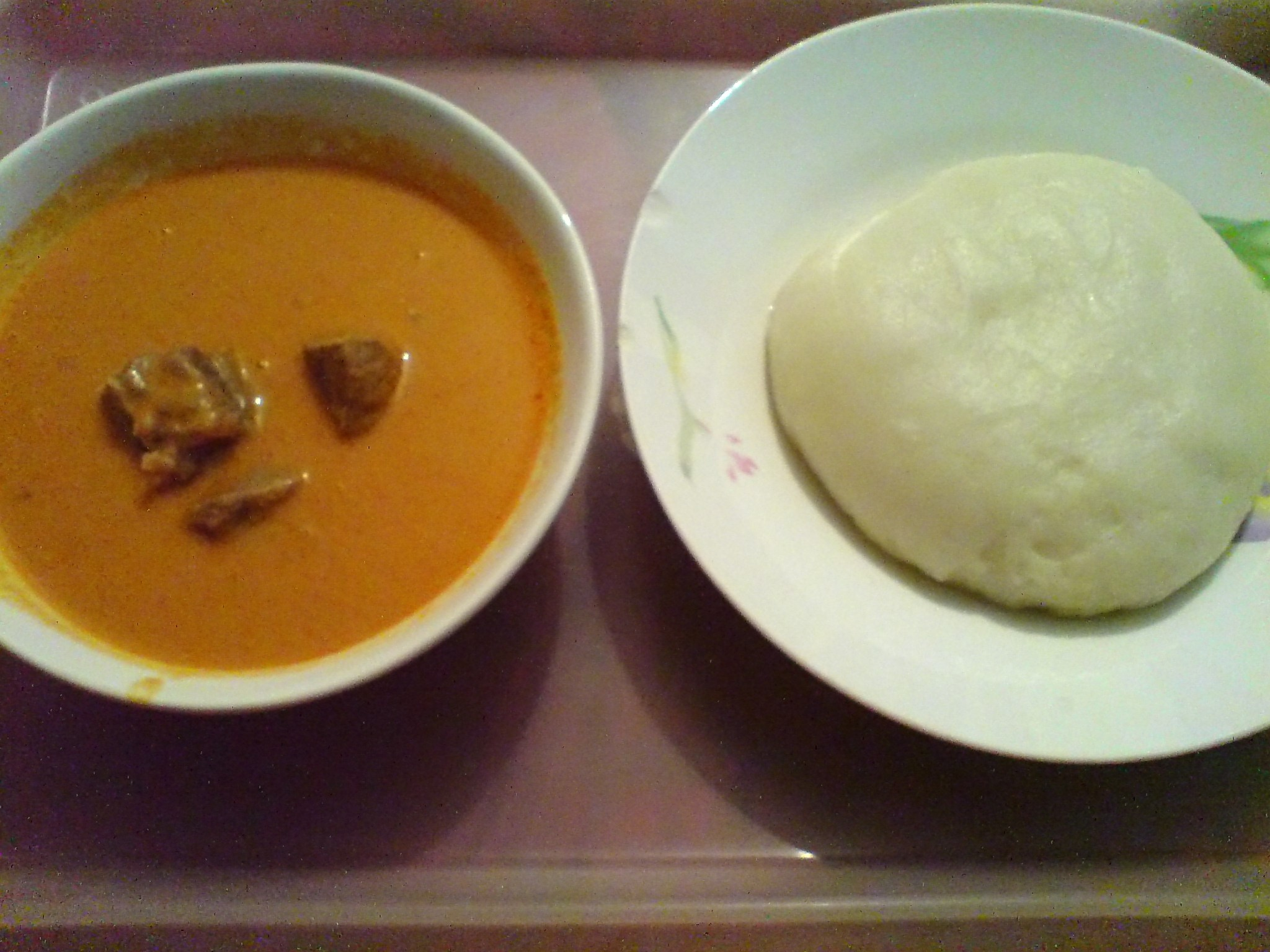
Fufu

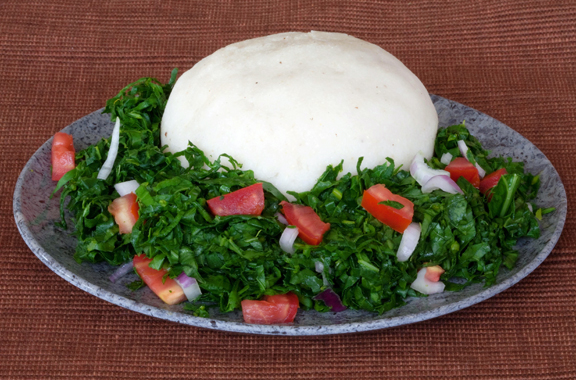
Ugali

Africká kuchyně vychází z tradic afrických národů. Byla ovlivněna také arabskou kuchyní a kuchyněmi evropských států, které měly v Africe kolonie (tedy francouzskou, britskou, portugalskou, španělskou, italskou, německou či belgickou kuchyní). Africká kuchyně se v různých částech Afriky liší, ale například v oblasti Subsaharské Afriky je téměř všude rozšířené fufu (kukuřičná placka nevýrazné chuti, používaná jako příloha), v oblastech východní Afriky se však fufu nazývá ugali.

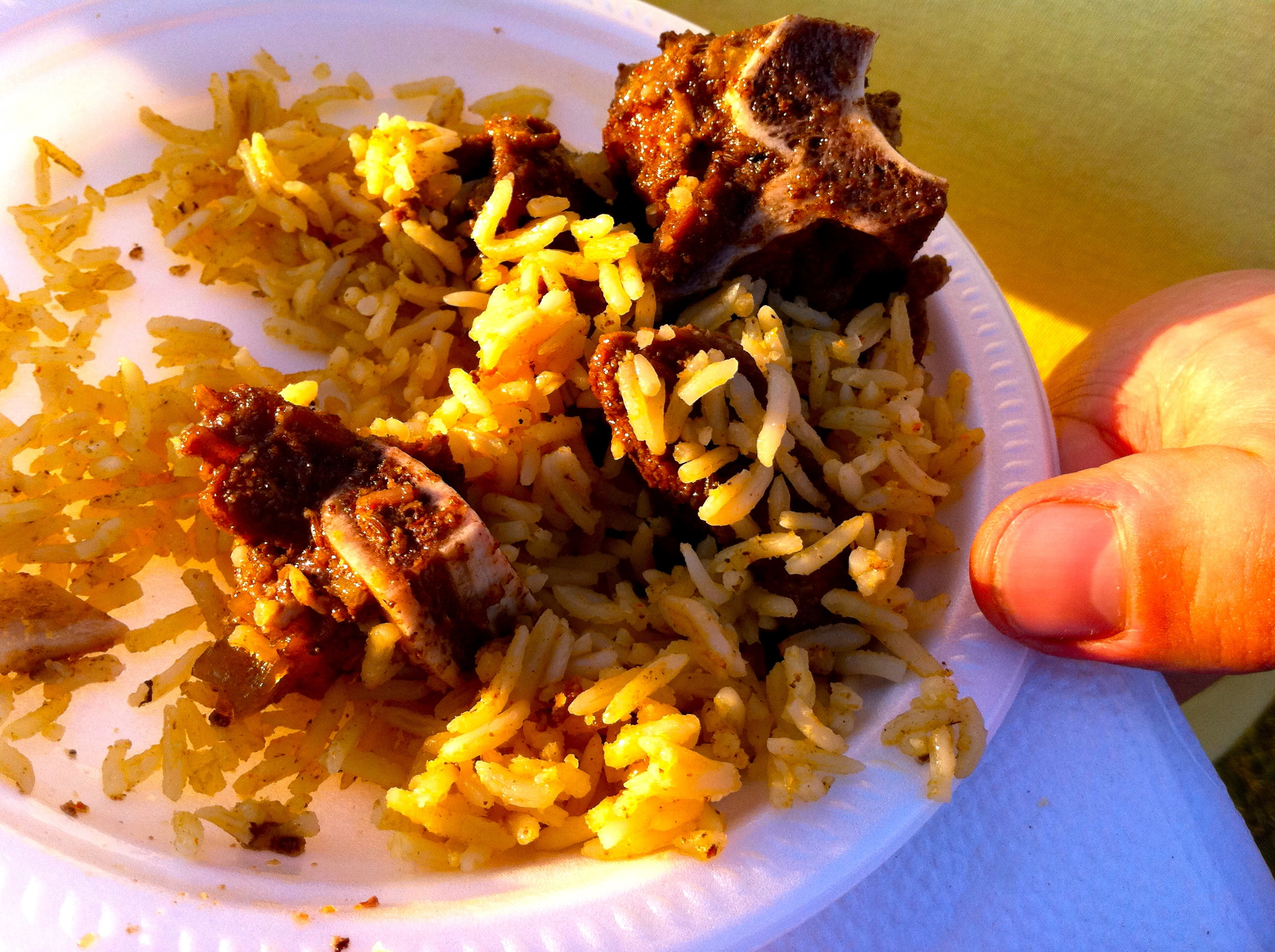
Somálský velbloudí pokrm

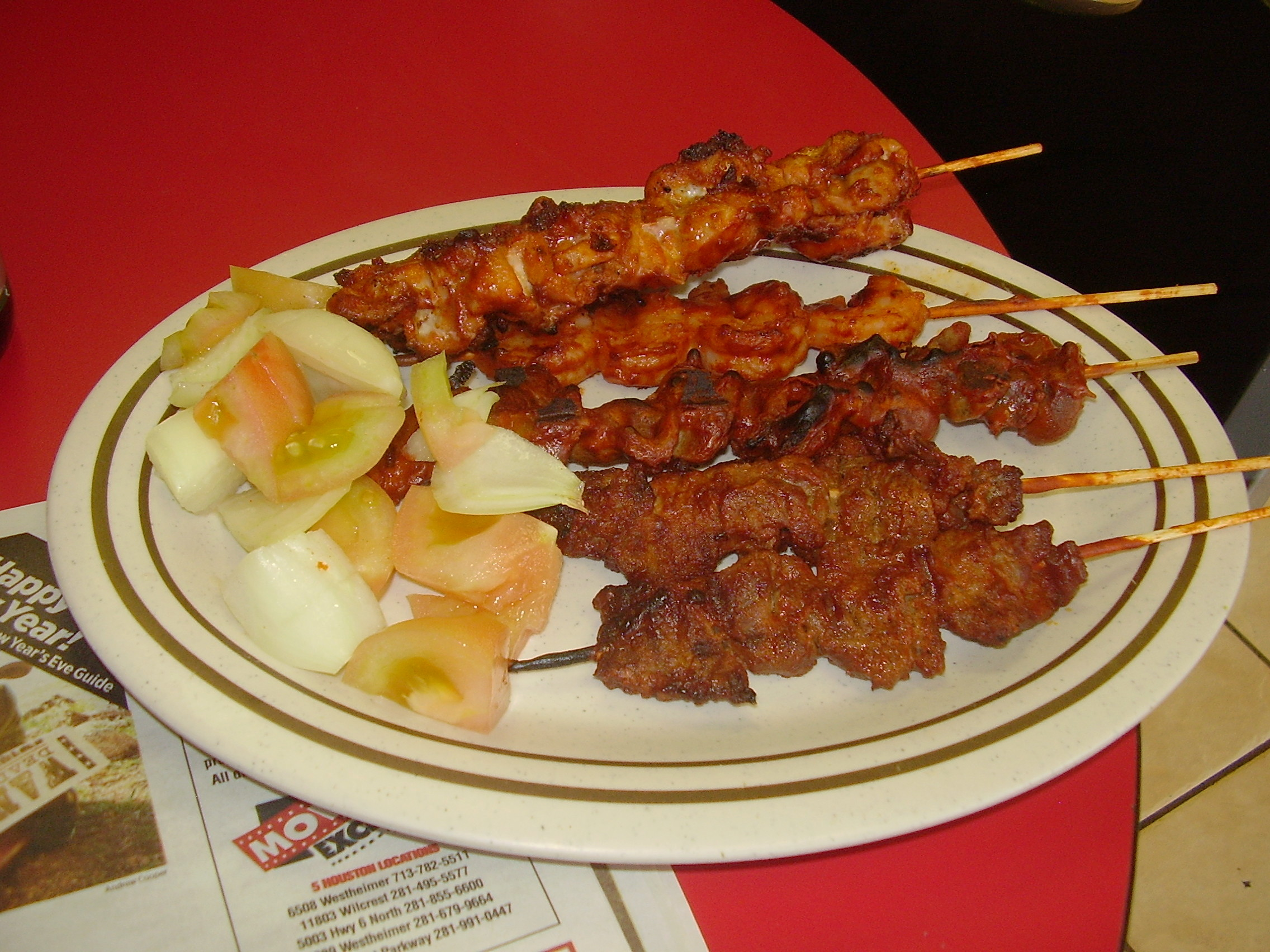
Suya, nigerijský pokrm

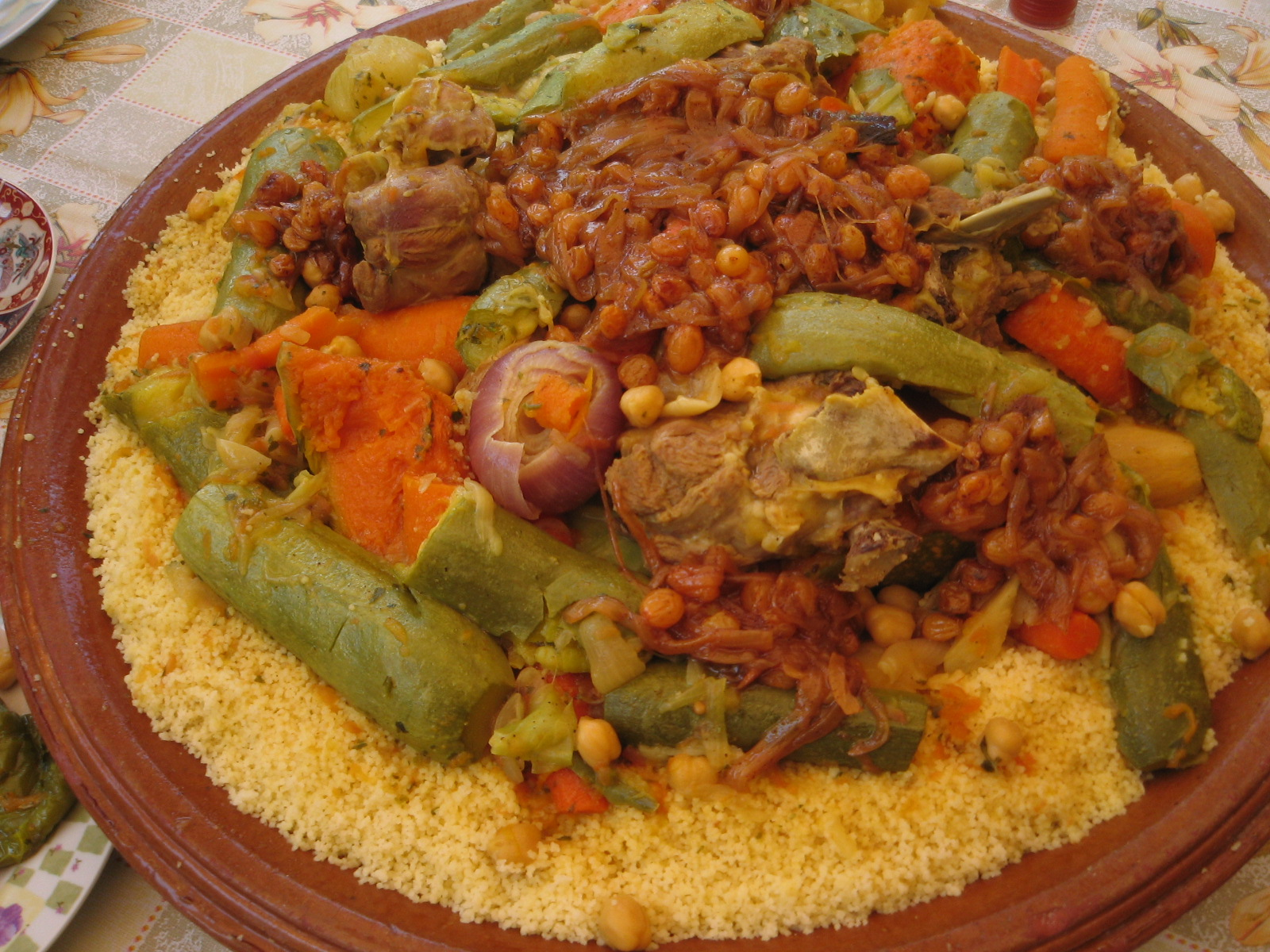
Kuskus

## Seznam afrických národních kuchyní
- Alžírská kuchyně
- Angolská kuchyně
- Beninská kuchyně
- Botswanská kuchyně
- Kuchyně Burkina Faso
- Kuchyně Burundi
- Čadská kuchyně
- Džibutská kuchyně
- Egyptská kuchyně
- Eritrejská kuchyně
- Etiopská kuchyně
- Gabonská kuchyně
- Gambijská kuchyně
- Ghanská kuchyně
- Guinejská kuchyně
- Kuchyně Guineje-Bissau
- Kuchyně Jihoafrické republiky
- Jihosúdánská kuchyně
- Kamerunská kuchyně
- Kapverdská kuchyně
- Keňská kuchyně
- Komorská kuchyně
- Kuchyně Konžské republiky
- Kuchyně Konžské demokratické republiky
- Lesothská kuchyně
- Liberijská kuchyně
- Libyjská kuchyně
- Madagaskarská kuchyně
- Kuchyně Malawi
- Kuchyně Mali
- Marocká kuchyně
- Mauricijská kuchyně
- Mauritánská kuchyně
- Mosambická kuchyně
- Namibijská kuchyně
- Nigerská kuchyně
- Nigerijská kuchyně
- Kuchyně Pobřeží slonoviny
- Kuchyně Rovníkové Guineje
- Rwandská kuchyně
- Senegalská kuchyně
- Seychelská kuchyně
- Sierraleonská kuchyně
- Somálská kuchyně
- Kuchyně Středoafrické republiky
- Súdánská kuchyně
- Kuchyně Svatého Tomáše a Princova ostrova

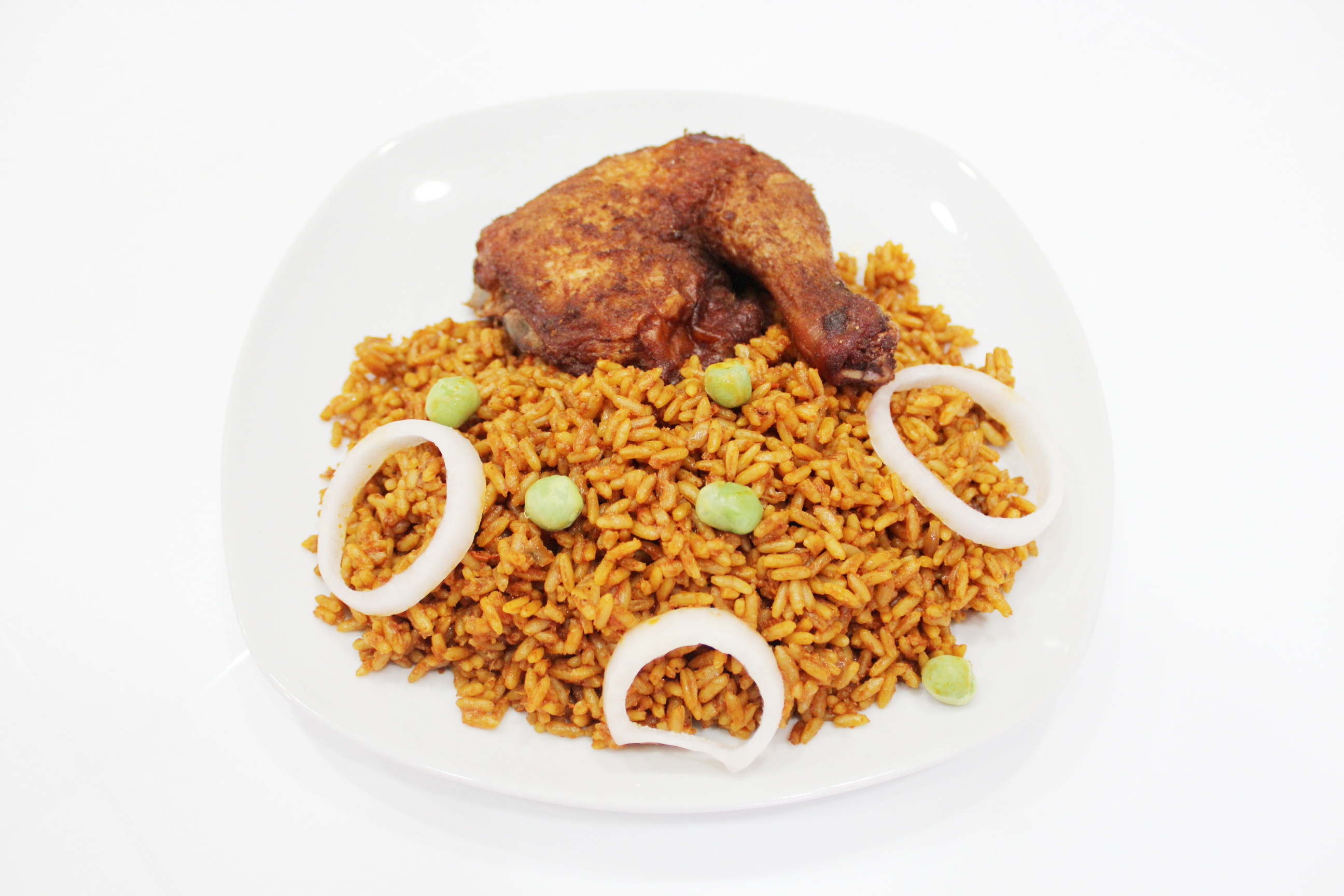
Jollof rice

- Svazijská kuchyně
- Tanzanská kuchyně
- Tožská kuchyně
- Tuniská kuchyně
- Ugandská kuchyně
- Zambijská kuchyně
- Kuchyně Západní Sahary
- Zimbabwská kuchyně

## Kuchyně severní Afriky
Severoafrická kuchyně vychází z arabské kuchyně, protože v severní Africe žijí Arabové. Severoafrická kuchyně by se dala zařadit též pod středomořskou kuchyni. Základní potravinou je v severní Africe kuskus. Používá se též hodně koření, například šafrán nebo směs koření zvaná ras el-Hanout. Mezi známé severoafrické pokrmy patří: pastilla, šakšúka nebo tažín. Setkáme se zde i s tradičními arabskými pokrmy, jako chalva, šavarma nebo falafel.

## Kuchyně subsaharské Afriky
Kuchyni subsaharské Afriky spojují již zmiňované fufu (případně ugali). Kuchyně subsaharské Afriky využívá plodiny zde dostupné: například v Nigérii jsou základní potravinou batáty (sladké brambory). Dále se používají arašídy, palmový olej, plantainy a různé obiloviny (kukuřice, maniok, jáhly nebo rýže). Východní část Afriky byla ovlivněna také indickou, jemenskou a arabskou kuchyní (somálský zákus xalwo vychází z arabské chalvy). Příklady pokrmů z kuchyně subsaharské Afriky může být indžera (etiopský pokrm podobný palačince), nebo rýžová směs jollof rice rozšířená po celé západní Africe.
Z nápojů stojí za zmínku palmové víno.

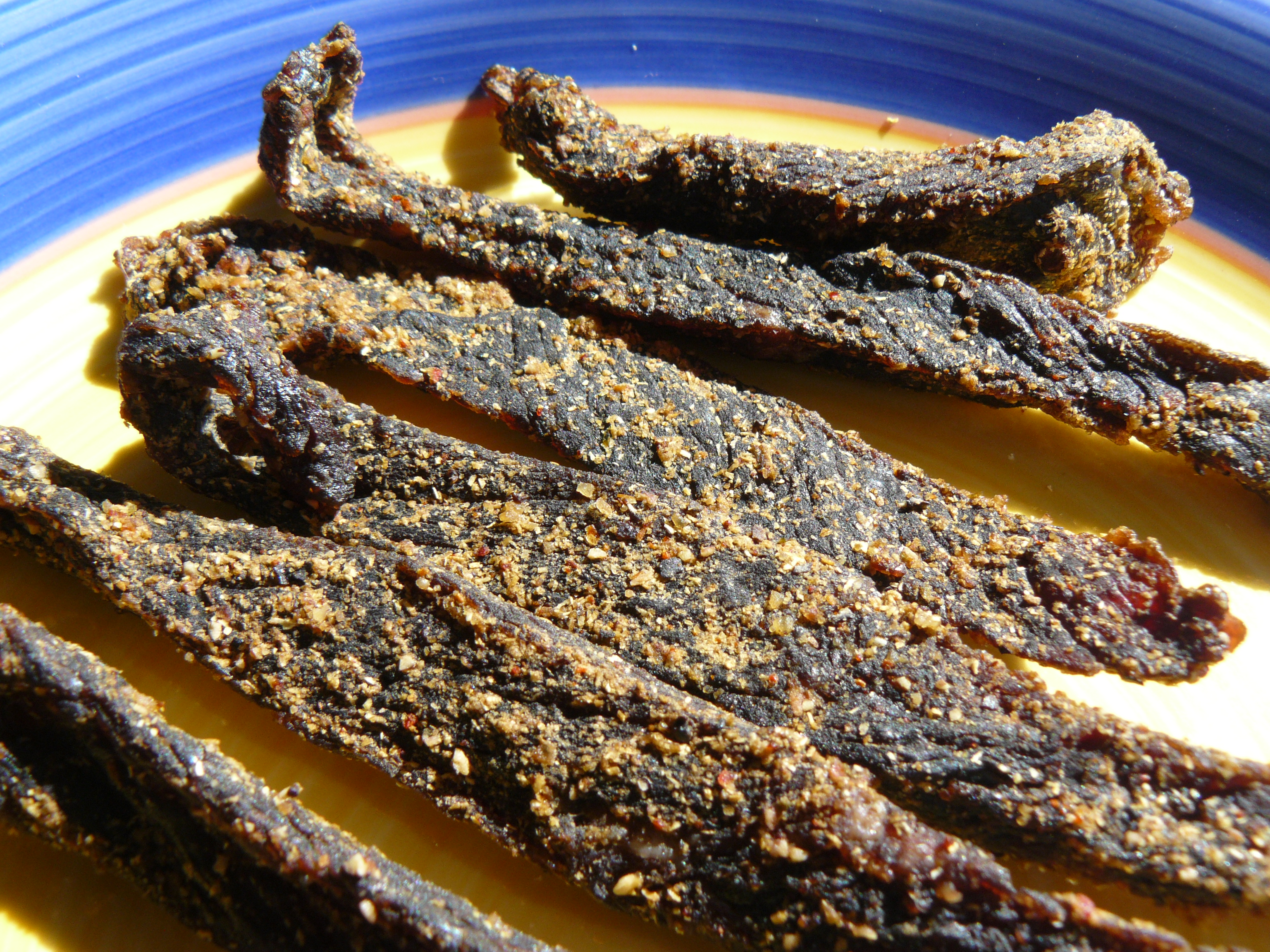
Biltong

## Jihoafrická kuchyně
V Jihoafrické republice (ale i v dalších státech jižní Afriky, např. Namibie) žije poměrně velká komunita Afrikánců, osadníků evropského původu. Díky tomu je zdejší kuchyně ovlivněna právě evropskou kuchyní. Běžné je grilování masa (gril braai), zdejší specialitou je sušené maso zvané biltong. Dále se dělají různé polévky, jako je chakalaka nebo potjiekos. Za zmínku stojí i kuchyně původních jihoafrických kmenů (například Křováci), kteří sbírali plodiny a lovili živočichy ve zdejší přírodě, například sbírali a jedli housenky mopane.[ve zdroji nenalezeno]
Namibijská kuchyně byla ovlivněna také německou kuchyní (Namibie byla německá kolonie), proto se zde setkáme s německými pokrmy (např. vídeňský řízek) a tradici zde má pivo.[ve zdroji nenalezeno]

## Galerie

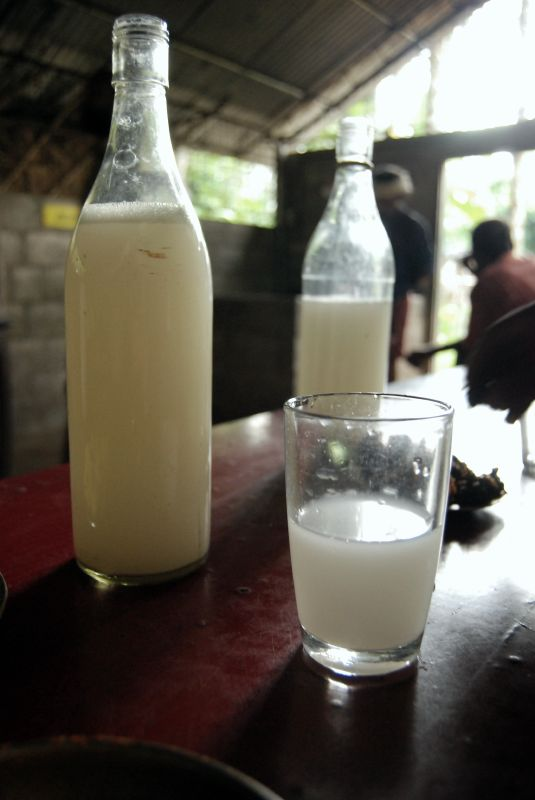
Palmové víno
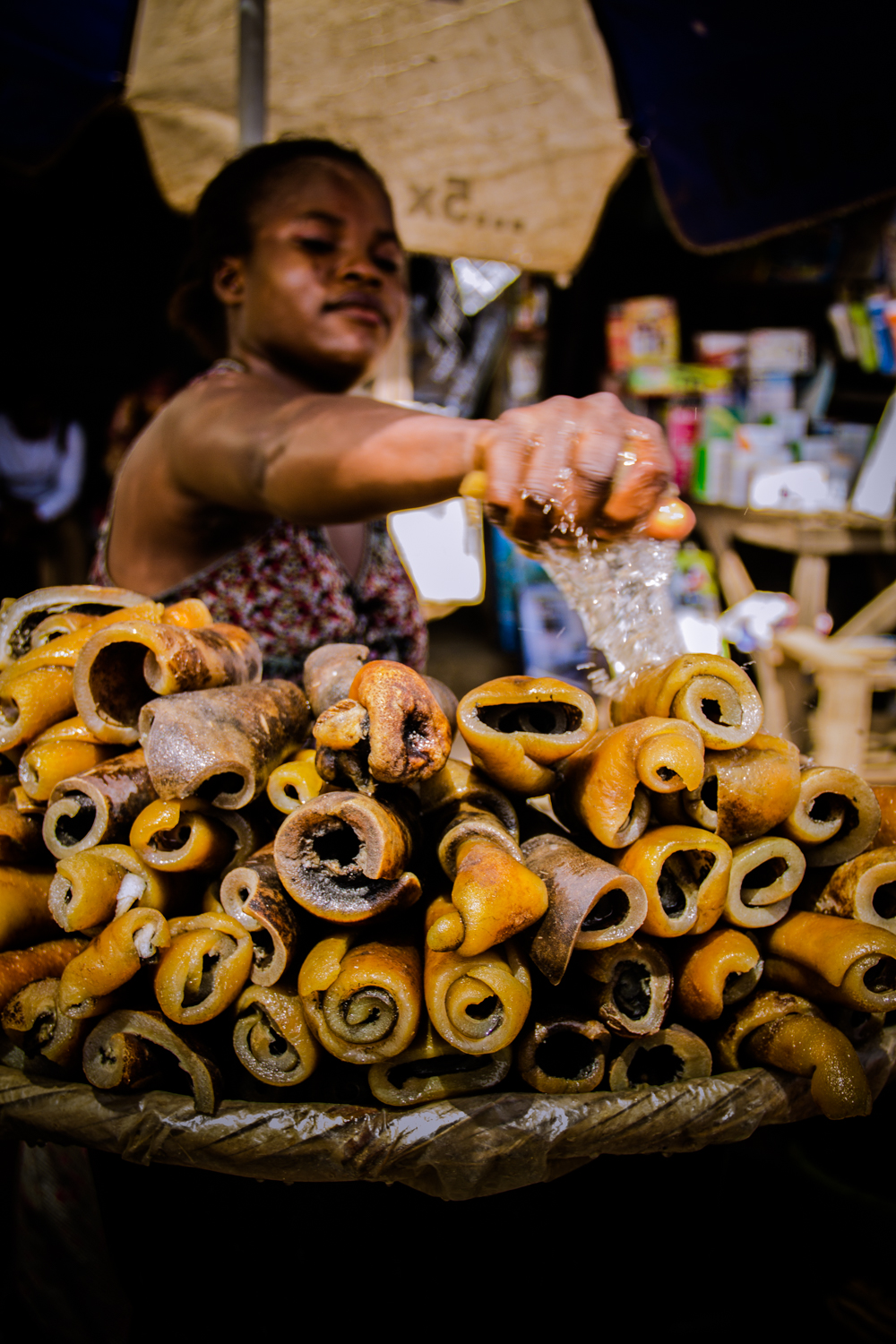
Ponmo, sušené kravské kůže, Nigérie
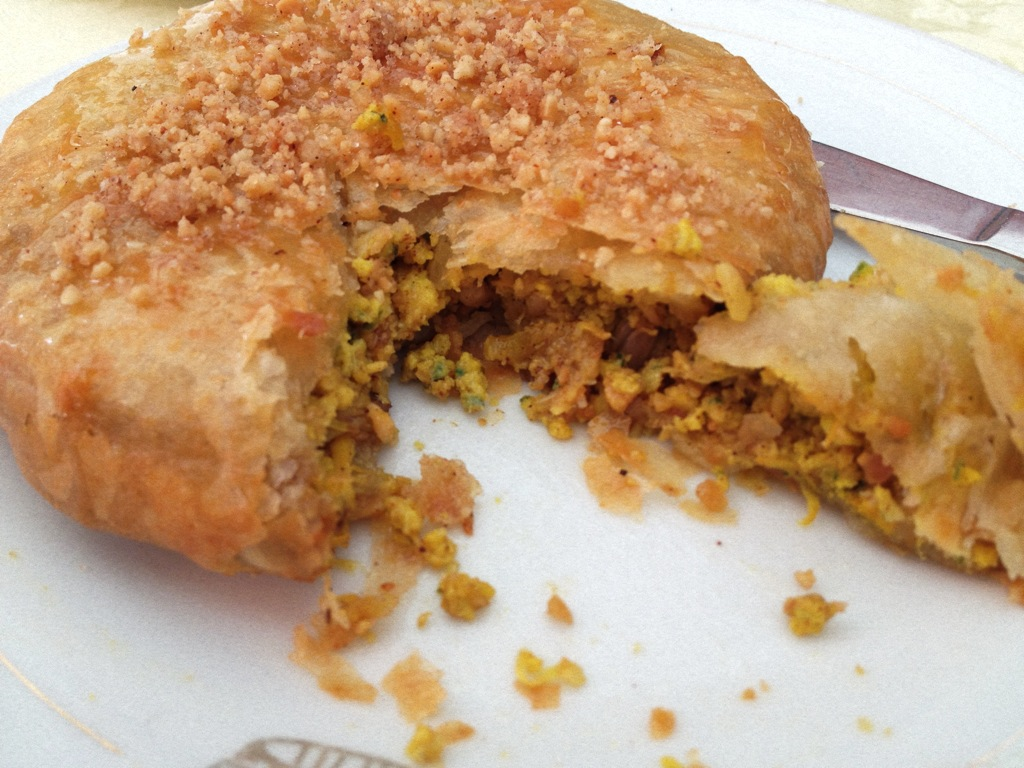
Pastilla, marocký pokrm
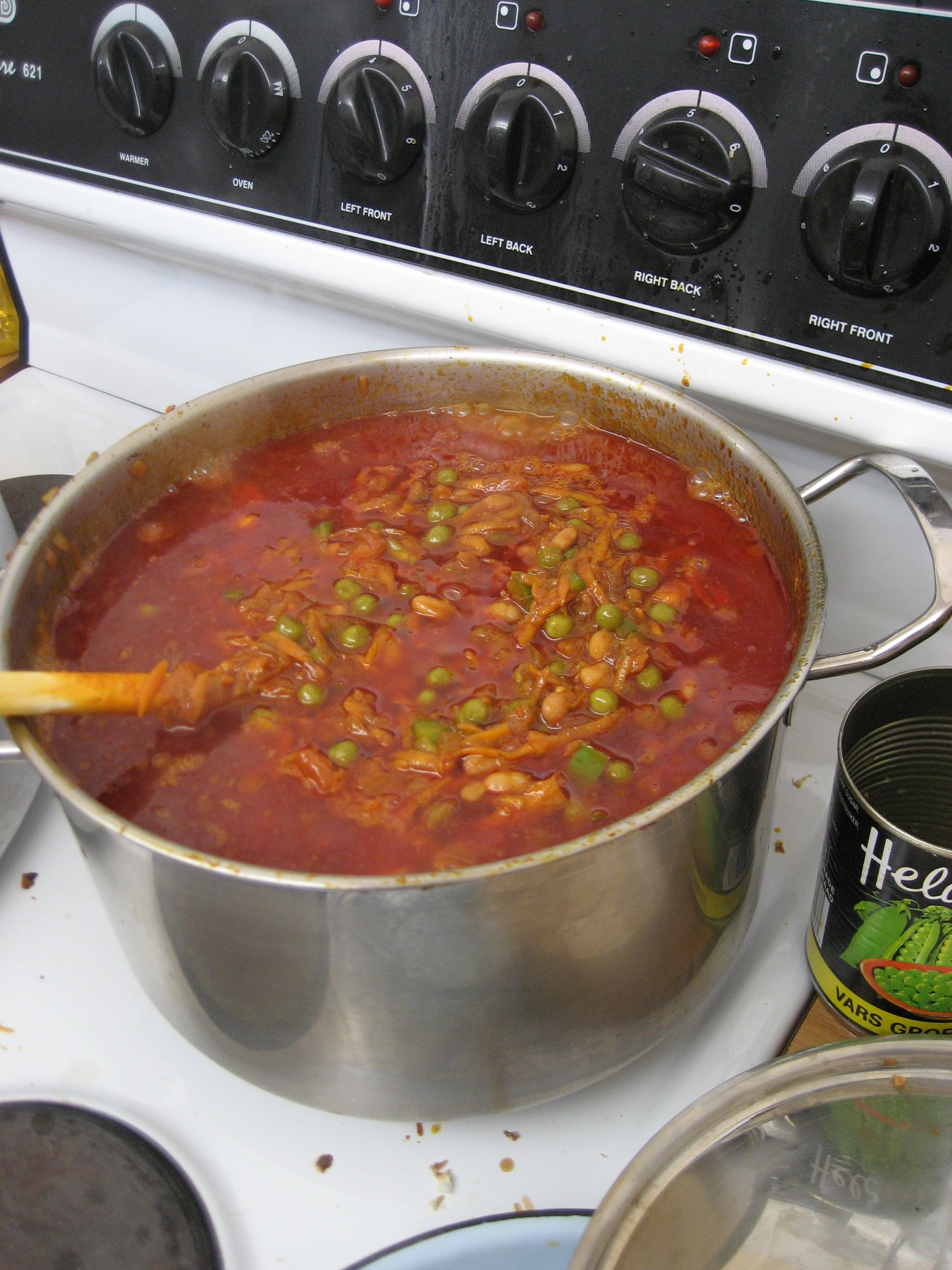
Chakalaka, jihoafrický pokrm
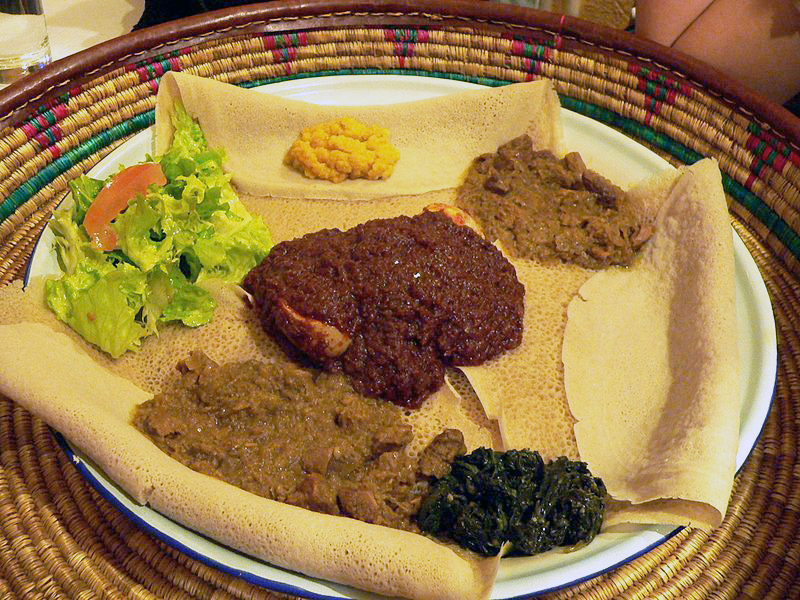
Indžera, etiopský pokrm
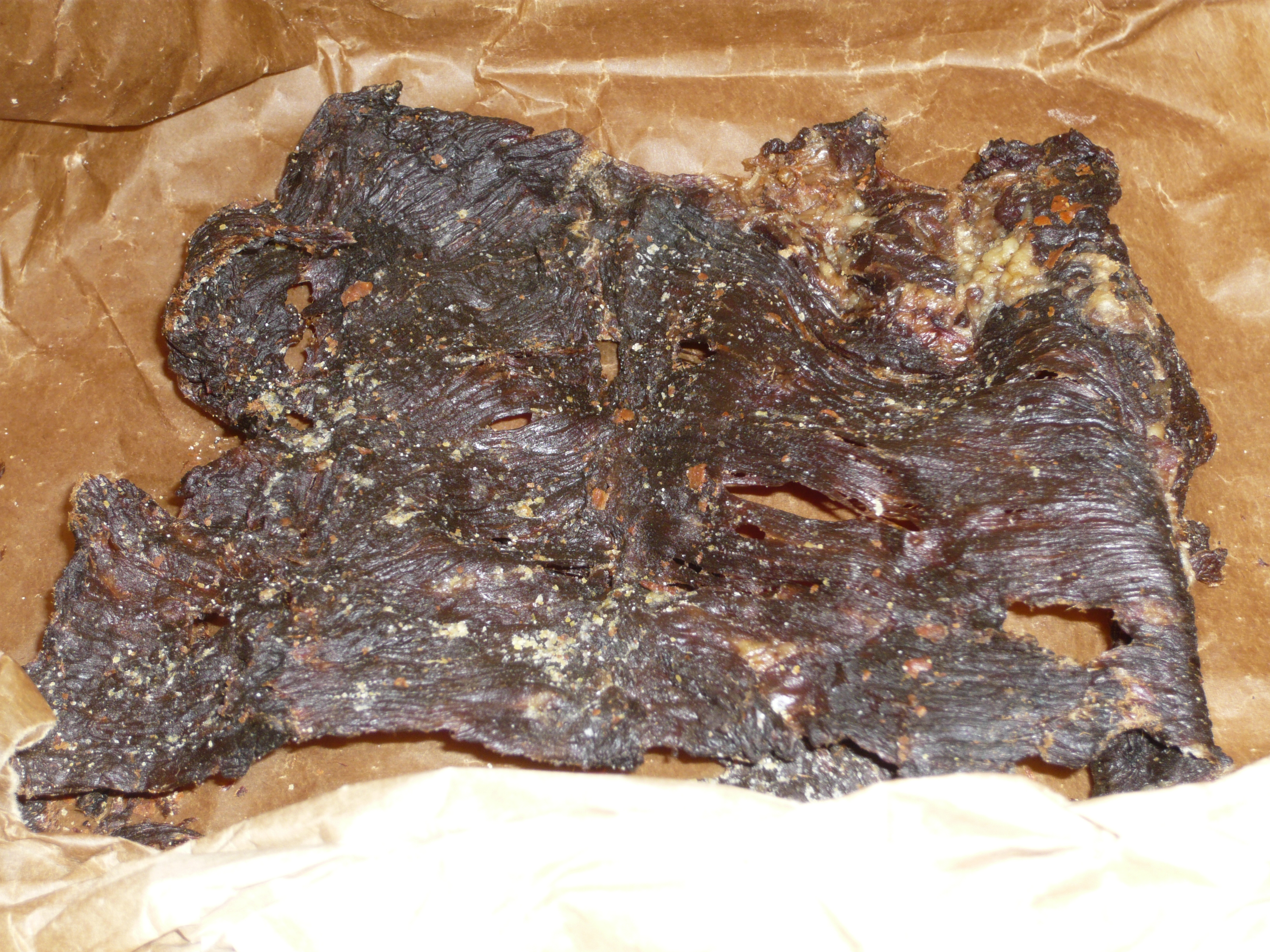
Kilishi, hauské sušené maso
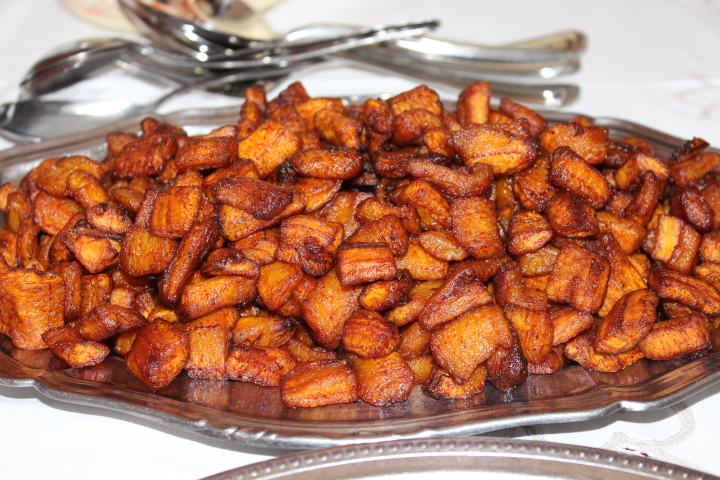
Smažené plantainy